# NC.A
Im So-eun (Hangul: 임소은; nascida em 7 de outubro de 1996), mais conhecida pelo nome artístico NC.A (Hangul: 앤씨아, Neo Culture Artist), é uma cantora sul-coreana. Ela estreou em agosto de 2013 com a canção "My Student Teacher". Ela fazia parte do grupo UNI.T.

## Biografia

#### Estreia
Em 11 de agosto de 2013, NC.A lançou seu single digital de estreia "My Student Teacher". A canção, cuja letra fala sobre a vida escolar, foi composta por Park Seung-hwa do Yurisangja, escrita por Lee Ji-won e editada por Seo Jung-jin.
Ela interpretou o papel de uma estudante de ensino médio em Reply 1994 da tvN. O diretor do drama Shin Won-ho viu uma foto de pré-estreia e pediu-lhe para fazer um teste para o drama.
No dia 15 de novembro, ela lançou seu segundo single "Oh My God".

## Discografia

#### Singles
| Ano  | Título               | Álbum              |
| ---- | -------------------- | ------------------ |
| 2013 | "My Student Teacher" | Scent Of NC.A      |
| 2013 | "Oh My God"          | Scent Of NC.A      |
| 2014 | "Hello Baby"         | Scent Of NC.A      |
| 2014 | "I'm Different"      | Scent Of NC.A      |
| 2014 | "Crazy You"          | Time To Be A Woman |
| 2014 | "Hoo Hoo Hoo"        | Time To Be A Woman |
| 2015 | "Coming Soon"        | Time To Be A Woman |
| 2015 | "Cinderella Time"    | Time To Be A Woman |
| 2015 | "Vanilla Shake"      | Time To Be A Woman |
| 2016 | "U in Me"            | Time To Be A Woman |
| 2016 | "Next Station"       | Time To Be A Woman |
| 2017 | "Love Me"            | Single             |

#### Álbum de Estúdio
| Título             | Detalhes |
| ------------------ | --- |
| Time To Be A Woman | Lançamento: 26 de Outubro de 2016. Faixas: 1. Next Station 2. U in me 3. Hoo Hoo Hoo 4. Vanilla Shake 5. Coming Soon 6. Cinderella Time 7. Look Crazy (Feat. Sims Of M.I.B) 8. How much more... (Feat. Shinji) 9. Instinct 10. Next station (Inst.) |

#### Mini Álbum (EP)
| Título        | Detalhes |
| ------------- | --- |
| Scent Of NC.A | Lançamento: 9 de Abril de 2014. Faixas: 1. I'm Different 2. Hello Baby 3. My Student Teacher 4. Oh My God 5. I'm Different (Instrumental) 6. Hello Baby (Instrumental) |

## Filmografia

### Drama
| Ano  | Emissora   | Drama                      | Papel                                         |
| ---- | ---------- | -------------------------- | --------------------------------------------- |
| 2013 | tvN        | Reply 1994                 | Estudante/amiga de Sooksookie (Yook Sung-jae) |
| 2014 | Tooniverse | Thunderstruck Stationery 2 | Ela mesma                                     |
| 2015 | Web drama  | Three by Three             |                                               |